# Mica Moscovă
Mica Moscovă (poloneză Mała Moskwa) este o coproducție polono-rusă. Filmul este regizat de Waldemar Krzystek și a avut premiera în 2008.

## Prezentare
Acțiunea are loc în anul 1967, în mijlocul Războiului Rece, în orașul Legnica aflat în sud-vestul Poloniei. Armata Roșie a transformat orașul în cea mai mare garnizoană sovietică aflată pe pământ străin, datorită apropierii acestei localități de Cehoslovacia și de Germania de Est. Wiera este soția pilotului sovietic Jura, dar după ce participă la un eveniment cultural organizat pentru îmbunătățirea relațiilor polono-sovietice se îndrăgostește de Michał, un ofițer polonez. Această dragoste interzisă suferă mai multe întorsături de situație și se transformă, iar povestea se termină într-o Legnica post-sovietică în anul 2008, când Jura cât și fiica sa furioasă Wiera Junior încearcă să se împace cu trecutul.

## Distribuție
- Svetlana Hodcienkova este Wiera Swietłowa jr./Wiera Swietłowa sr.
- Lesław Żurek este Michał Janicki
- Dimitrij Uljanow este Jura Swietłow, soțul lui Wiera
- Weronika Książkiewicz

## Premii
La a 33-a ediție a Festivalului Anual al Filmului Polonez (Festiwal Polskich Filmów Fabularnych w Gdyni) din 2008, premiul pentru cea mai bună actriță a fost câștigat de Swietłana Chodczenkowa, iar Leul de Aur de către regizorul Waldemar Krzystek.

## Legături externe
- Mica Moscovă la Internet Movie Database
- Mica Moscovă la CineMagia
- pl  Mica Moscovă la filmeweb.pl